# O (Cirque du Soleil)
O é uma produção do Cirque du Soleil, uma companhia de circo e de entretenimento canadense, com um cenário baseado em água. O show reside permanentemente no Bellagio, em Las Vegas, desde outubro de 1998. O, cujo nome é pronunciado da mesma forma que a palavra francesa para "água" - eau. É realizado em uma piscina com cerca de 5.700 m³ de litros de água, incluindo encenações sub aquáticas, tais como nado sincronizado, bem como outras performances aéreas e no solo. Inspirado no conceito de infinito da beleza e a forma mais pura de água, O presta homenagem à arte de jogar com a água, ao surrealismo e ao romance aquático - um lugar onde os sentidos são trazidos no jogo, um mundo onde todas as coisas são possíveis e onde o drama da vida se desenrola diante de nossos olhos. O teatro O, que foi projetado para se parecer com uma casa de ópera europeia do século XIV, tem 1.800 assentos, permitindo que a apresentação seja vista por 3.600 pessoas por noite, porque geralmente é apresentado duas vezes por dia.

## História
No final de 2010, o Cirque du Soleil começou a oferecer passeios de bastidores do teatro O. Esta apresentação permitiu que os visitantes pudessem ver as salas de treinamento, um workshop de figurino, a área de iluminação subaquática e subir à passarela de som e iluminação, na parte de cima do teatro.
Até o início de 2011, O já arrecadou mais de um bilhão de dólares desde a sua abertura, e já foi apresentado 6.000 vezes.

## Produção
O elenco conta com cerca de 85 acrobatas, nadadores sincronizados e mergulhadores, que atuam numa piscina com mais de 5.700 m³ de água. Quando se necessita realizar manutenções a piscina é esvaziada em cerca de 12 horas no lago Bellagio, fazendo com que o nível da água do lago aumente uma polegada (25 mm). A piscina mantém uma temperatura de 88 °F (31 °C) e tem um sistema de comunicação subaquática com reguladores que permitem os atores respirarem debaixo d'água. Cada membro do elenco possuem certificado em mergulho.
O cenário subaquático foi produzido por Handling Specialty.. Para que a plataforma do cenário se elevasse e caísse, sem deixar rastro na água, a superfície do palco tem milhares de pequenos buracos que foram perfurados pela equipe do Cirque du Soleil.
Para minimizar os danos aos instrumentos musicais, músicos tocam dentro de salas climatizadas no teatro. Alguns dos instrumentos musicais usados no show têm mais de 100 anos. O instrumento de cordas distinto ouvido na trilha sonora de "O" é o erhu, instrumento de cordas da China.
Para manter a aparência sempre seca dos artistas, alguns deles utilizam vários conjuntos de trajes para que possam aparecer . Algumas trajes têm uma vida de apenas 20 shows devido ao brometo e cloro na água.

## Personagens
O elenco de "O" tem muitos personagens únicos.
- Guifà (Philemon): um jovem siciliano, cuja curiosidade e busca por aventura transporta-o para um reino mágico, onde todas as suas esperanças, medos e sonhos são reais.

- Eugen (Le Vieux): é o guia e guardião do teatro. Forte, mas vulnerável, este ancião sabe tudo e nos provoca a ver o lado escuro de "O". Suas orquestrações fantasmagóricas nos levar numa viagem intemporal através de mundos diferentes como ele faz sua própria transformação do escuro para branco. Ele encarna a parte cíclica da vida onde tudo que é velho torna-se novo outra vez.
- Aurora: graciosa, frágil e inacessível, ela representa a busca. Guifà avista-a no prólogo, persegue-a sempre que a vê, e a encontra novamente no epílogo.

- Le Travesti: vestindo as roupas de uma mulher má, ele murmura e sibila, seus gritos primais ressoando por todo o teatro.

- The Comets: vestindo trajes vermelhos, os cometas sobem aos "céus" através de sedas. Eles também acompanham os principais personagens, fazendo suas entradas e saídas, e ajudam em alguns atos.

- Le Voleur Masqué: o ladrão mascarado é um personagem com muitas faces. Às vezes, um palhaço, por vezes, um guarda-costas. Ele brinca com fogo.

- L'Allumé: é um piromaníaco que gosta de agradar a multidão. Ele está só de passagem, aparecendo subitamente, sem se preocupar com o fato de estar em chamas.

- Les Zèbres: as zebras adicionam um toque de alegria ao show, presente no ato Cadre

- Le Joueur d'orgue de Barbarie: ele pode ser visto como o guardião de cada mundo emergente. Homem forte, tocador de realejo, gigante sincero, sempre disposto a ser útil.

- La Petite Dansuese: um pequeno dançarino seguindo a canção do realejo.

- Le Waiter: o garçom é um homem elástico e dançarino.

- Les Mariés: perdida e abandonada, a noiva está a procura de algo - uma chave para a sua existência.

- Os Clowns: Leonid e Valery, duas almas despretensiosas em uma busca por respostas.

- Donkey

- Moonhead

- Napoleon

- Nightmare

- Chicken

## Atos
"O" dispõe de 11 atos no total.
- Cerceaux aériens (Lira aérea): Este ato funde coreografia aérea estonteante com poderosas rotinas de ginástica. A água é incorporado tanto de maneira atmosférica como um elemento da coreografia. Este ato de circo tradicional é reinventado com a adição de água e sua relação com o céu.

- Barge (Barcaça): Com força e destemor, esta equipe de acrobatas talentosas executa em cima de uma balsa flutuante no ato Barge. O núcleo é composto por oito mulheres campeãs mundiais de acrobacias esportivas. Seu ato combina performances de ginástica inovadoras com o circo tradicional de banquine e o adagio balletic. Apresentando essas habilidades em um ambiente de água termina este ato de alta energia, que também inclui nadadores sincronizados e mergulhadores olímpicos.

- Bateau (Barco): Traçando o curso da vida e a busca de sonhos, este navio de estrutura de aço flutuando sobre a água proporciona o cenário para esta exibição de força acrobática única. A origem do Bateau (francês para "barco") é a disciplina do circo tradicional do suporte aéreo, combinado aqui com as barras paralelas pela primeira vez. Esta apresentação dinâmica traz o delicado equilíbrio do ar e da água para a vida. A equipe de 11 artistas, incluindo quatro mulheres, é composta de panfletos e coletores.

- Cadre (Quadrante): Lutando para manter o equilíbrio em um universo de tempestade - as zebras constantemente realinham-se, pendurando-se até o fim. Este quadro aéreo gigante foi criado por especialistas do Cirque du Soleil para facilitar a coreografia e ginástica em um espaço aéreo entre o céu e a água. Executado pelo mesmo grupo que o ato Bateau, o número inteiro ocorre suspenso no ar.

- Clowns (Palhaços): Com gestos simples e poéticos que transmitem as muitas complexidades da vida, duas almas despretensiosas em uma busca por respostas, Leonid e Valery fornecem a luz que equilibra a parte escura da humanidade. Esta equipe, originalmente da Rússia, vem realizando juntos desde o início de 1980 e ambos foram destaque em Alegría.

- Contorsion (Contorcionismo): Todas da Mongólia, essas quatro meninas vêm realizando desde a idade de oito anos. Sua linguagem corporal e movimentos ágeis e graciosos sublinham a perfeição balletic da forma feminina. Sua chegada de cima e de seus arredores aquáticos adiciona uma nova dimensão a esta tradição circense de longa data.

- Duo Trapèze (Trapézio duplo): Dois trapezistas executam sua dança no ar, compartilhando um único trapézio projetado para coexistir com a água e máquinas do  Teatro "O". Esta imagem espelhada visualmente impressionante reflete o vínculo especial compartilhado pelos gêmeos que realizam o ato. Suas manobras capturam emular a beleza da harmonia e total confiança.

- Feu (Fogo): A raiva do fogo e a purificação de água são reunidos em seguida, exibido durante todo o Teatro "O" neste ato visual. Incorporando folclore antigo e artes marciais, este ato invoca rituais de terras ao redor do mundo, incluindo Havaí, Samoa, Nova Zelândia e Austrália. O ato de fogo foi criado e transformado por artistas com fundos que vão desde a realização de empresas de artes para teatro de rua. Incorporado no ato está o dublê de fogo Ray Wold.

- Plongeon de haut vol (Saltos ornamentais): Um grupo de quatro de mergulhadores, saltam de 60 pés acima do chão em uma pequena seção exposta da piscina. O mergulho em equipe é composto de penhasco e exposições dos mergulhadores.

- Balançoire russe (Russian Swing): Prazer, inveja, paixão e tentação estão por toda parte durante a celebração da lua de mel. Inspirado pelas muitas capelas do casamento de Las Vegas, o sino da igreja no topo do maior balanço acena todos para participar da festa ... de vida, amor e morte. O elenco inclui mergulhadores experientes utilizando três conjuntos de balanços russos. O movimento oscilante cria uma trajetória diferente de voo, que apresenta um desafio único até para o mergulhador mais experiente. Movendo-se ao nível do solo ao ponto mais alto em 32 pés cria uma leveza momentânea em gravidade zero, seguido por uma tremenda aceleração até a água.

- Solo Trapèze (Trapézio solo): Neste ato dinâmico contudo dramático, o trapezista se torna um com o seu trapézio, que executa uma rotina de ginástica desafiador. O desempenho conclui com uma desmontagem espetacular, que une os elementos do ar e da água.

- Nage synchronisée (Nado sincronizado): Assim como a água é essencial para toda a vida, presença graciosa do nadador durante os atos e segues é essencial para "O". No coração da produção, os nadadores fornece a necessária ligação entre os elementos do fogo, terra, ar e água. Coreografado por Debra Brown e pelo medalhista olímpico de ouro Sylvie Fréchette, a equipe de nado sincronizado é composta por 17 nadadores de nível mundial.

- Trapèze Washington (Trapézio Washington): O Trapèze Washington é único porque ao contrário do trapézio tradicional, ele é construído sobre uma estrutura de metal fixo e balanços em um movimento de pêndulo de comprimento. A dificuldade deste ato é intensificado como o trapézio está ligado a um carrossel giratório que desce a partir da rede em quatro pés por segundo. Este segmento funde elementos de arame e equilibristas folga com a alta tecnologia do Teatro "O".

## Trilha sonora
A música do show foi composta por Benoit Jutras e tem uma mistura clássica de instrumentos do ocidente e oriente, incluindo violino chinês (ehru), baixo, harpa africana (corá), guitarra colombiana, violoncelo, instrumentos de sopros antigos como a gaita de fole, charamelas, cromorno e uma variedade de instrumentos de percussão latina. Durante o show a música é tocada por uma banda ao vivo, situada atrás de paredes de vidro acima e ao lado do palco. A sala climatizada protege os instrumentos de danos causados pela umidade.
A música de "O" foi gravada no Bellagio e lançada em 24 de novembro de 1998. O álbum foi relançado em 6 de setembro de 2005.
Lista de músicas do álbum, com seu ato correspondente entre parênteses:
1. Jeux d'Eau (Duo e Solo Trapèze)
2. Mer Noire (Barge)
3. Tzelma (Intermezzo do Bateau)
4. Africa (Intermezzo do 1º ato de Clowns)
5. Remous (Bateau)
6. Svecounia (Intermezzo do Contorsion e Cerceaux aériens)
7. Nostalgie (introdução do Balançoire russe)
8. Simcha (desfile caráter do Balançoire russe)
9. Gamelan (Contorsion)
10. Ephran (Feu e Crade)
11. Désert (Opening, Nage synchronisée Duo e Solo Trapèze)
12. Terre Aride (Feu)
13. O (Finale)

## Filmografia
Em 2007, o Cirque du Soleil lançou o filme Flow (A Tribute to the Artists of "O"). Este documentário se passa no teatro de "O" e em torno do rio Colorado. O filme mostra alguns artistas realizando ao redor do rio, bem como no palco e fornece informações sobre o equipamento técnico necessário para produzir as performances. O bônus inclui: Clipes de desempenho, ato balanço russo, informações técnicas, filmagens abaixo da superfície da piscina de "O", e informações sobre a criação do espetáculo.

## Premiação
- Entertainment Design Award, melhor produção, 1998.[1]

- Las Vegas Review-Journal, melhor produção, 1999-2006.[1]

- Themed Entertainment Association, categoria show ao vivo, 1999.[1]

- Prix Italia, criatividade em alta resolução (documentário Flow), 2009.